# Good Cop, Bad Cop (film)
Good Cop, Bad Cop är en kanadensisk film från 2006, som har blivit belönad med en Genie Award. Tvåspråkighet är ett genomgående tema i filmen, och dialogen i filmen växlar ofta mellan engelska och franska.

## Handling
Två poliser – en från Québec (Patrick Huard) och en från Ontario (Colm Feore) – får till uppdrag att finna en seriemördare som sätter skräck i Kanadas ishockeyvärld.

## Skådespelare
- Michel Beaudry
- Patrice Bélanger
- Pierre Boudreau
- Sarain Boylan
- Manon Brunelle
- Nicolas Canuel
- Hugolin Chevrette-Landesque
- Fayolle Jean
- Colm Feore
- Ron Fournier
- Alain Goulem
- Amélie Grenier
- Louis-José Houde
- Pierre Houde
- Richard Howland
- Patrick Huard
- Robert Jadah
- Marcel Jeannin
- Kevin Kelsall
- Erik Knudsen
- Sarah-Jeanne Labrosse
- François Lambert
- Christophe Lapier
- Lucie Laurier
- Ron Lea
- Pierre Lebeau
- Sylvain Marcel
- Rick Mercer
- Gilles Renaud
- André Robitaille
- Amy Sobol
- Paul Stewart
- Scott Taylor
- Martin Thibaudeau
- Patrick Vandal
- Lou Vani
- Eric Wellman
- Nanette Workman
- Anatoly Zinoviev